# Suchonica
 (janvier 2018).
Si vous disposez d'ouvrages ou d'articles de référence ou si vous connaissez des sites web de qualité traitant du thème abordé ici, merci de compléter l'article en donnant les références utiles à sa vérifiabilité et en les liant à la section « Notes et références ».
Genre
Genre
Suchonica est un genre éteint de reptiliomorphes de la famille des chroniosuchidés, découvert dans les sédiments du Permien supérieur de la formation géologique de Sukhona de la région de Vologda, en Russie.
Il a été décrit par Valeriy K. Golubev (d) en 1999, à partir de l'écaille antérieure de l'armure (PIN, n ° 4611/1). L'espèce type, et seule espèce connue, est Suchonica vladimiri.